# Иультинское месторождение
Иульти́нское месторождение — одно из крупнейших в мире полиметаллическое месторождение. Расположено в бассейне р. Тенкергин, в 2 км от посёлка Иультин. Было открыто в 1937 году геологом В. Н. Миляевым. Разрабатывалось с 1959 по 1994 год.

## История открытия и разработки
Было открыто 7 июля 1937 года геологом Владимиром Миляевым.
18 марта 1938 года к месторождению прибыла группа строителей-трактористов со стройматериалами, для строительства посёлка и освоения месторождения, но из-за Великой Отечественной войны работы были вынуждены прекратить.
После войны, в 1959 году, началась подземная разработка месторождения. Им занимался Иультинский ГОК.
В 1990-х годах, добыча стала нерентабельной, и в 1994 году она прекратилась.